# 45-й Конгресс США
Со́рок пя́тый Конгре́сс США — заседание Конгресса США, действовавшее в Вашингтоне с 4 марта 1877 года по 4 марта 1879 года в период первых двух лет президентства Ратерфорда Бёрчарда Хейса. Сенат имел республиканское большинство, в то время как Палата представителей — демократическое. Распределение мест в Палате представителей было основано на девятой переписи населения Соединённых Штатов в 1870 году. 
45-й Конгресс остался политически разделённым между Палатой представителей и Сенатом. Президент Хейс наложил вето на законопроект об ассигнованиях армии из Палаты представителей, который положил бы конец реконструкции и запретил использование федеральных войск для защиты избирательных участков в бывшей Конфедерации. В ответ Конгресс отменил другое вето Хейса и принял Закон Бленда — Эллисона, который требовал покупки и чеканки серебра. Конгресс также одобрил щедрое повышение пенсионного права для ветеранов Северной гражданской войны.

## Важные события
- 4 марта 1877 года — президентская инаугурация Ратерфорда Хейса;
- 14 июля 1877 года — начало Великой железнодорожной забастовки;
- 19 февраля 1878 года — Томас Эдисон получил патент на фонограф;
- 3 марта 1879 года — создание Геологической службы США

## Ключевые законы
- Закон Бленда — Эллисона (1878)
- Закон о древесине и камне (1878)
- Закон Posse comitatus (1878)

## Членство

### Сенат
| Период | Всего | Вакантно | Партии                 | Партии                 | Партии                 | Партии      | Партии |
| Период | Всего | Вакантно | Республиканская партия | Демократическая партия | Антимонопольная партия | Независимые |        |
| ------ | ----- | -------- | ---------------------- | ---------------------- | ---------------------- | ----------- | ------ |
| Начало | 76    | 0        | 39                     | 35                     | 1                      | 1           |        |
| Конец  | 76    | 0        | 38                     | 36                     | 1                      | 1           |        |

### Палата представителей
| Начало | 292 | 1 | 149 | 2 | 141 |
| Конец  | 291 | 2 | 153 | 2 | 136 |